# Kvalifikace na Mistrovství Evropy ve fotbale 2016 – skupina E
Skupina E kvalifikace na Mistrovství Evropy ve fotbale 2016 byla jednou z 9 kvalifikačních skupin na tento šampionát. Postup na závěrečný turnaj si zajistily první dva týmy skupiny a to Anglie a Švýcarsko. Týmy ze třetích míst všech skupin byly seřazeny do žebříčku a nejlepší tým tohoto žebříčku postoupil také přímo. Zbylých osm týmů na třetích místech hrálo baráž, z této skupiny to bylo Slovinsko.

## Tabulka
| Legenda                                                                         |
| ------------------------------------------------------------------------------- |
| Vítěz skupiny a druhý v pořadí postupující přímo na šampionát                   |
| Třetí tým v pořadí hrál baráž o postup na šampionát                             |
| V křížové tabulce vpravo je domácí tým v levém sloupci, hostující v horní řadě. |
| Vítěz zápasu je zvýrazněn tučně.                                                |

| Tým        | Z  | V  | R | P | VG | IG | +/- | B  |
| ---------- | -- | -- | - | - | -- | -- | --- | -- |
| Anglie     | 10 | 10 | 0 | 0 | 31 | 3  | +28 | 30 |
| Švýcarsko  | 10 | 7  | 0 | 3 | 24 | 8  | +16 | 21 |
| Slovinsko  | 10 | 5  | 1 | 4 | 18 | 11 | +7  | 16 |
| Estonsko   | 10 | 3  | 1 | 6 | 4  | 9  | −5  | 10 |
| Litva      | 10 | 3  | 1 | 6 | 7  | 18 | −11 | 10 |
| San Marino | 10 | 0  | 1 | 9 | 1  | 36 | −35 | 1  |

|            | Anglie | Švýcarsko | Slovinsko | Estonsko | Litva | San Marino |
| ---------- | ------ | --------- | --------- | -------- | ----- | ---------- |
| Anglie     | —      | 2:0       | 3:1       | 2:0      | 4:0   | 5:0        |
| Švýcarsko  | 0:2    | —         | 3:2       | 3:0      | 4:0   | 7:0        |
| Slovinsko  | 2:3    | 1:0       | —         | 1:0      | 1:1   | 6:0        |
| Estonsko   | 0:1    | 0:1       | 1:0       | —        | 1:0   | 2:0        |
| Litva      | 0:3    | 1:2       | 0:2       | 1:0      | —     | 2:1        |
| San Marino | 0:6    | 0:4       | 0:2       | 0:0      | 0:2   | —          |

## Zápasy
Všechny časy zápasů jsou v SEČ nebo SELČ.
| 8. září 2014 20:45 |        |           |                                                                            |
| Estonsko           | 1 : 0  | Slovinsko | A. Le Coq Arena, Tallinn diváci: 6 561 rozhodčí: Szymon Marciniak (Polsko) |
| Purje 86'          | Zpráva |           | A. Le Coq Arena, Tallinn diváci: 6 561 rozhodčí: Szymon Marciniak (Polsko) |

| 8. září 2014 20:45 |        |                               |                                                                         |
| San Marino         | 0 : 2  | Litva                         | Stadio Olimpico, Serravalle diváci: 986 rozhodčí: Libor Kovařík (Česko) |
|                    | Zpráva | Matulevičius 5' Novikovas 36' | Stadio Olimpico, Serravalle diváci: 986 rozhodčí: Libor Kovařík (Česko) |

| 8. září 2014 20:45 |        |                    |                                                                         |
| Švýcarsko          | 0 : 2  | Anglie             | St. Jakob-Park, Basilej diváci: 35 500 rozhodčí: Cüneyt Çakır (Turecko) |
|                    | Zpráva | Welbeck 58', 90+4' | St. Jakob-Park, Basilej diváci: 35 500 rozhodčí: Cüneyt Çakır (Turecko) |

| 9. října 2014 20:45                                                           |        |            |                                                                         |
| Anglie                                                                        | 5 : 0  | San Marino | Stadion Wembley, Londýn diváci: 55 990 rozhodčí: Marcin Borski (Polsko) |
| Jagielka 25' Rooney 43' (pen.) Welbeck 49' Townsend 72' Della Valle 78' (vl.) | Zpráva |            | Stadion Wembley, Londýn diváci: 55 990 rozhodčí: Marcin Borski (Polsko) |

| 9. října 2014 20:45 |        |          |                                                                            |
| Litva               | 1 : 0  | Estonsko | LFF Stadium, Vilnius diváci: 4 780 rozhodčí: Carlos Clos Gómez (Španělsko) |
| Mikoliūnas 76'      | Zpráva |          | LFF Stadium, Vilnius diváci: 4 780 rozhodčí: Carlos Clos Gómez (Španělsko) |

| 9. října 2014 20:45  |        |           |                                                                       |
| Slovinsko            | 1 : 0  | Švýcarsko | Ljudski vrt, Maribor diváci: 8 500 rozhodčí: Wolfgang Stark (Německo) |
| Novaković 79' (pen.) | Zpráva |           | Ljudski vrt, Maribor diváci: 8 500 rozhodčí: Wolfgang Stark (Německo) |

| 12. října 2014 18:00 |        |            |                                                                                |
| Estonsko             | 0 : 1  | Anglie     | A. Le Coq Arena, Tallinn diváci: 9 692 rozhodčí: Marijo Strahonja (Chorvatsko) |
|                      | Zpráva | Rooney 74' | A. Le Coq Arena, Tallinn diváci: 9 692 rozhodčí: Marijo Strahonja (Chorvatsko) |

| 12. října 2014 20:45 |        |                    |                                                                          |
| Litva                | 0 : 2  | Slovinsko          | LFF Stadium, Vilnius diváci: 4 000 rozhodčí: Michael Koukoulakis (Řecko) |
|                      | Zpráva | Novaković 33', 37' | LFF Stadium, Vilnius diváci: 4 000 rozhodčí: Michael Koukoulakis (Řecko) |

| 14. října 2014 20:45 |        |                                             |                                                                            |
| San Marino           | 0 : 4  | Švýcarsko                                   | Stadio Olimpico, Serravalle diváci: 5 700 rozhodčí: Tony Chapron (Francie) |
|                      | Zpráva | Seferović 10', 23' Džemaili 30' Shaqiri 79' | Stadio Olimpico, Serravalle diváci: 5 700 rozhodčí: Tony Chapron (Francie) |

| 15. listopadu 2014 18:00           |        |                     |                                                                                     |
| Anglie                             | 3 : 1  | Slovinsko           | Stadion Wembley, Londýn diváci: 82 305 rozhodčí: Olegário Benquerença (Portugalsko) |
| Rooney 59' (pen.) Welbeck 66', 72' | Zpráva | Henderson 58' (vl.) | Stadion Wembley, Londýn diváci: 82 305 rozhodčí: Olegário Benquerença (Portugalsko) |

| 15. listopadu 2014 18:00 |        |          |                                                                         |
| San Marino               | 0 : 0  | Estonsko | Stadio Olimpico, Serravalle diváci: 759 rozhodčí: Felix Brych (Německo) |
|                          | Zpráva |          | Stadio Olimpico, Serravalle diváci: 759 rozhodčí: Felix Brych (Německo) |

| 15. listopadu 2014 20:45                       |        |       |                                                                           |
| Švýcarsko                                      | 4 : 0  | Litva | AFG Arena, St. Gallen diváci: 17 300 rozhodčí: Svein Oddvar Moen (Norsko) |
| Arlauskis 66' (vl.) Schär 68' Shaqiri 80', 90' | Zpráva |       | AFG Arena, St. Gallen diváci: 17 300 rozhodčí: Svein Oddvar Moen (Norsko) |

| 27. března 2015 20:45                       |        |       |                                                                         |
| Anglie                                      | 4 : 0  | Litva | Stadion Wembley, Londýn diváci: 83 671 rozhodčí: Pavel Královec (Česko) |
| Rooney 6' Welbeck 45' Sterling 58' Kane 73' | Zpráva |       | Stadion Wembley, Londýn diváci: 83 671 rozhodčí: Pavel Královec (Česko) |

| 27. března 2015 20:45                                                |        |            |                                                                           |
| Slovinsko                                                            | 6 : 0  | San Marino | Stadion Stožice, Lublaň diváci: 8 325 rozhodčí: Oliver Drachta (Rakousko) |
| Iličić 10' Kampl 49' Struna 50' Novakovič 52' Lazerević 73' Ilić 88' | Zpráva |            | Stadion Stožice, Lublaň diváci: 8 325 rozhodčí: Oliver Drachta (Rakousko) |

| 27. března 2015 20:45             |        |          |                                                                            |
| Švýcarsko                         | 3 : 0  | Estonsko | Swissporarena, Lucern diváci: 14 500 rozhodčí: Danny Makkelie (Nizozemsko) |
| Schär 17' Xhaka 27' Seferović 80' | Zpráva |          | Swissporarena, Lucern diváci: 14 500 rozhodčí: Danny Makkelie (Nizozemsko) |

| 14. června 2015 18:00 |        |            |                                                                            |
| Estonsko              | 2 : 0  | San Marino | A. Le Coq Arena, Tallinn diváci: 6 131 rozhodčí: Ivan Kružliak (Slovensko) |
| Zenjov 35', 63'       | Zpráva |            | A. Le Coq Arena, Tallinn diváci: 6 131 rozhodčí: Ivan Kružliak (Slovensko) |

| 14. června 2015 18:00    |        |                              |                                                                                       |
| Slovinsko                | 2 : 3  | Anglie                       | Stadion Stožice, Lublaň diváci: 15 796 rozhodčí: Alberto Undiano Mallenco (Španělsko) |
| Novakovič 37' Pečnik 84' | Zpráva | Wilshere 57', 73' Rooney 86' | Stadion Stožice, Lublaň diváci: 15 796 rozhodčí: Alberto Undiano Mallenco (Španělsko) |

| 14. června 2015 20:45 |        |                       |                                                                      |
| Litva                 | 1 : 2  | Švýcarsko             | LFF Stadium, Vilnius diváci: 4 786 rozhodčí: Craig Thomson (Skotsko) |
| Černych 64'           | Zpráva | Drmić 69' Shaqiri 84' | LFF Stadium, Vilnius diváci: 4 786 rozhodčí: Craig Thomson (Skotsko) |

| 5. září 2015 18:00 |        |       |                                                                            |
| Estonsko           | 1 : 0  | Litva | A. Le Coq Arena, Tallinn diváci: 6 621 rozhodčí: Oliver Drachta (Rakousko) |
| Vassiljev 71'      | Zpráva |       | A. Le Coq Arena, Tallinn diváci: 6 621 rozhodčí: Oliver Drachta (Rakousko) |

| 5. září 2015 18:00 |        |                                                                          |                                                                             |
| San Marino         | 0 : 6  | Anglie                                                                   | Stadio Olimpico, Serravalle diváci: 4 378 rozhodčí: Leontios Trattou (Kypr) |
|                    | Zpráva | Rooney 13' (pen.) Brolli 30' (vl.) Barkley 46' Walcott 68', 78' Kane 77' | Stadio Olimpico, Serravalle diváci: 4 378 rozhodčí: Leontios Trattou (Kypr) |

| 5. září 2015 20:45           |        |                         |                                                                         |
| Švýcarsko                    | 3 : 2  | Slovinsko               | St. Jakob-Park, Basilej diváci: 25 750 rozhodčí: Pavel Královec (Česko) |
| Drmić 80', 90+4' Stocker 84' | Zpráva | Novakovič 45' Cesar 48' | St. Jakob-Park, Basilej diváci: 25 750 rozhodčí: Pavel Královec (Česko) |

| 8. září 2015 20:45         |        |           |                                                                           |
| Anglie                     | 2 : 0  | Švýcarsko | Stadion Wembley, Londýn diváci: 75 751 rozhodčí: Gianluca Rocchi (Itálie) |
| Kane 67' Rooney 84' (pen.) | Zpráva |           | Stadion Wembley, Londýn diváci: 75 751 rozhodčí: Gianluca Rocchi (Itálie) |

| 8. září 2015 20:45       |        |                 |                                                                     |
| Litva                    | 2 : 1  | San Marino      | LFF Stadium, Vilnius diváci: 2 856 rozhodčí: Clayton Pisani (Malta) |
| Černych 7' Spalvis 90+2' | Zpráva | M. Vitaioli 55' | LFF Stadium, Vilnius diváci: 2 856 rozhodčí: Clayton Pisani (Malta) |

| 8. září 2015 20:45 |        |          |                                                                              |
| Slovinsko          | 1 : 0  | Estonsko | Ljudski vrt, Maribor diváci: 6 868 rozhodčí: Anastasios Sidiropoulos (Řecko) |
| Berić 63'          | Zpráva |          | Ljudski vrt, Maribor diváci: 6 868 rozhodčí: Anastasios Sidiropoulos (Řecko) |

| 9. října 2015 20:45      |        |          |                                                                        |
| Anglie                   | 2 : 0  | Estonsko | Stadion Wembley, Londýn diváci: 75 427 rozhodčí: István Vad (Maďarsko) |
| Walcott 45' Sterling 85' | Zpráva |          | Stadion Wembley, Londýn diváci: 75 427 rozhodčí: István Vad (Maďarsko) |

| 9. října 2015 20:45 |        |                      |                                                                             |
| Slovinsko           | 1 : 1  | Litva                | Stadion Stožice, Lublaň diváci: 10 498 rozhodčí: Björn Kuipers (Nizozemsko) |
| Birsa 45+1' (pen.)  | Zpráva | Novikovas 86' (pen.) | Stadion Stožice, Lublaň diváci: 10 498 rozhodčí: Björn Kuipers (Nizozemsko) |

| 9. října 2015 20:45                                                                                |        |            |                                                                            |
| Švýcarsko                                                                                          | 7 : 0  | San Marino | AFG Arena, St. Gallen diváci: 16 200 rozhodčí: Mattias Gestranius (Finsko) |
| Lang 17' Inler 55' (pen.) Mehmedi 65' Djourou 72' (pen.) Kasami 75' Embolo 80' (pen.) Derdiyok 89' | Zpráva |            | AFG Arena, St. Gallen diváci: 16 200 rozhodčí: Mattias Gestranius (Finsko) |

| 12. října 2015 20:45 |        |                    |                                                                              |
| Estonsko             | 0 : 1  | Švýcarsko          | A. Le Coq Arena, Tallinn diváci: 7 304 rozhodčí: Pol van Boekel (Nizozemsko) |
|                      | Zpráva | Klavan 90+4' (vl.) | A. Le Coq Arena, Tallinn diváci: 7 304 rozhodčí: Pol van Boekel (Nizozemsko) |

| 12. října 2015 20:45 |        |                                                        |                                                                   |
| Litva                | 0 : 3  | Anglie                                                 | LFF Stadium, Vilnius diváci: 5 051 rozhodčí: Kenn Hansen (Dánsko) |
|                      | Zpráva | Barkley 29' Arlauskis 35' (vl.) Oxlade-Chamberlain 62' | LFF Stadium, Vilnius diváci: 5 051 rozhodčí: Kenn Hansen (Dánsko) |

| 12. října 2015 20:45 |        |                      |                                                                                  |
| San Marino           | 0 : 2  | Slovinsko            | Stadio Olimpico, Serravalle diváci: 781 rozhodčí: Aleksandar Stavrev (Makedonie) |
|                      | Zpráva | Cesar 54' Pečnik 75' | Stadio Olimpico, Serravalle diváci: 781 rozhodčí: Aleksandar Stavrev (Makedonie) |

## Statistiky

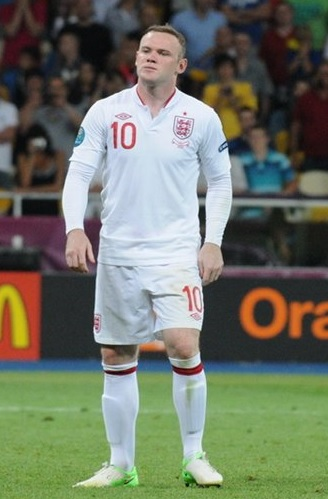
Angličan Wayne Rooney se stal se 7 trefami nejlepším střelcem skupiny

### Střelci
Přehled střelců skupiny E.
7 gólů
- Wayne Rooney

6 gólů
- Danny Welbeck
- Milivoje Novakovič

4 góly
- Xherdan Shaqiri

3 góly
- Harry Kane
- Theo Walcott
- Josip Drmić
- Haris Seferović

2 góly
- Ross Barkley
- Raheem Sterling
- Jack Wilshere
- Sergei Zenjov
- Fiodor Černych
- Arvydas Novikovas
- Boštjan Cesar
- Nejc Pečnik
- Fabian Schär

1 gól
- Phil Jagielka
- Alex Oxlade-Chamberlain
- Andros Townsend
- Ats Purje
- Konstantin Vassiljev
- Deivydas Matulevičius
- Saulius Mikoliūnas
- Lukas Spalvis
- Matteo Vitaioli
- Robert Berić
- Valter Birsa
- Branko Ilić
- Josip Iličić
- Kevin Kampl
- Dejan Lazarević
- Andraž Struna
- Eren Derdiyok
- Johan Djourou
- Blerim Džemaili
- Breel Embolo
- Gökhan Inler
- Pajtim Kasami
- Michael Lang
- Admir Mehmedi
- Valentin Stocker
- Granit Xhaka

1 vlastní branka
- Jordan Henderson (proti Slovinsku)
- Ragnar Klavan (proti Švýcarsku)
- Cristian Brolli (proti Anglii)
- Alessandro Della Valle (proti Anglii)

2 vlastní branky
- Giedrius Arlauskis (proti Švýcarsku a Anglii)

### Asistence
Přehled asistentů skupiny E.
4 asistence
- Xherdan Shaqiri

3 asistence
- Alex Oxlade-Chamberlain
- Raheem Sterling
- Breel Embolo

2 asistence
- Ross Barkley
- Harry Kane
- Adam Lallana
- Luke Shaw
- Arvydas Novikovas
- Valter Birsa
- Bojan Jokić
- Andraž Kirm
- Josip Drmić
- Fabian Schär

1 asistence
- Fabian Delph
- Jordan Henderson
- Rickie Lambert
- James Milner
- Wayne Rooney
- Jonjo Shelvey
- Jamie Vardy
- Kyle Walker
- Danny Welbeck
- Ken Kallaste
- Sergei Zenjov
- Joel Lindpere
- Georgas Freidgeimas
- Mindaugas Kalonas
- Deivydas Matulevičius
- Egidijus Vaitkūnas
- Valter Birsa
- Josip Iličić
- Kevin Kampl
- Milivoje Novakovič
- Nejc Pečnik
- Andraž Struna
- Valon Behrami
- Pajtim Kasami
- François Moubandje
- Ricardo Rodriguez
- Renato Steffen
- Granit Xhaka

## Absence hráčů
Následující hráči nemohli v důsledku trestu nastoupit v některém z utkání kvalifikace.
| Tým        | Hráč                   | Přestupek | Délka trestu                                   |
| ---------- | ---------------------- | --- | ---------------------------------------------- |
| Estonsko   | Ken Kallaste           | vyloučení po druhé žluté kartě proti Litvě (9. října 2014)                                                        | 1 utkání proti Anglii (12. října 2014)         |
| Estonsko   | Ragnar Klavan          | vyloučení po druhé žluté kartě proti Anglii (12. října 2014)                                                      | 1 utkání proti San Marinu (15. listopadu 2014) |
| Estonsko   | Aleksandr Dmitrijev    | nahromadění žlutých karet proti: San Marinu (15. listopadu 2014) Švýcarsku (27. března 2015) Litvě (5. září 2015) | 1 utkání proti Slovinsku (8. září 2015)        |
| Litva      | Giedrius Arlauskis     | červená karta proti San Marinu (8. září 2015)                                                                     | 1 utkání proti Slovinsku (9. října 2015)       |
| Litva      | Marius Žaliūkas        | nahromadění žlutých karet proti: Anglii (27. března 2015) Estonsku (5. září 2015) Slovinsku (9. října 2015)       | 1 utkání proti Anglii (12. října 2015)         |
| San Marino | Alessandro Della Valle | vyloučení po druhé žluté kartě proti Ukrajině (15. října 2013)                                                    | 1 utkání proti Litvě (8. září 2014)            |
| San Marino | Mirko Palazzi          | červená karta proti Ukrajině (15. října 2013)                                                                     | 1 utkání proti Litvě (8. září 2014)            |
| San Marino | Manuel Battistini      | nahromadění žlutých karet proti: Litvě (8. září 2014) Estonsku (14. června 2015) Litvě (8. září 2015)             | 1 utkání proti Švýcarsku (9. října 2015)       |
| San Marino | Nicola Chiaruzzi       | vyloučení po druhé žluté kartě proti Litvě (8. září 2015)                                                         | 1 utkání proti Švýcarsku (9. října 2015)       |
| Slovinsko  | Dalibor Stevanović     | vyloučení po druhé žluté kartě proti Estonsku (8. září 2014)                                                      | 1 utkání proti Švýcarsku (9. října 2014)       |
| Slovinsko  | Kevin Kampl            | nahromadění žlutých karet proti: Anglii (14. června 2015) Švýcarsku (5. září 2015) Estonsku (8. září 2015)        | 1 utkání proti Litvě (9. října 2015)           |